# Stazione di San Gabriele
La stazione di San Gabriele è una fermata ferroviaria di Bari, posta sulla ferrovia Bari-San Paolo gestita dalla Ferrotramviaria.

## Storia
La fermata di San Gabriele, come il resto della linea, venne inaugurata il 24 giugno 2008 e aperta all'esercizio il 22 dicembre dello stesso anno.

## Movimento
La fermata è servita dai treni metropolitani della linea FM1 delle Ferrovie del Nord Barese, che collega il quartiere San Paolo al centro cittadino. Le frequenza del servizio è di un treno ogni 40 minuti(50 i giorni festivi).